# سرشماری عمومی نفوس و مسکن ایران
سرشماری عمومی نفوس و مسکن جمهوری اسلامی ایران بزرگترین سرشماری است که در ایران انجام می‌گیرد. این سرشماری در ابتدا هر ۱۰ سال یک بار با هدف تعیین مشخصات جمعیتی کشور ایران توسط مرکز آمار ایران انجام می‌گرفت اما از سال ۱۳۸۵ به بعد مقرر شد این سرشماری هر ۵ سال یک بار انجام گیرد ولی به‌دلیل مشکلات اقتصادی هیئت دولت از انجام سرشماری ۱۴۰۰ صرف نظر کرد و سرشماری بعدی را به سال ۱۴۰۵ موکول کرد. در سرشماری ۱۳۹۵ جمعیّت ایران حدود ۸۰ میلیون تن تعیین شد. در ایران، بنابر مادّهٔ ۴ قانون مرکز آمار ایران، سرشماری عمومی نفوس و مسکن، با فرمان رئیس‌جمهور اجرا می‌شود.

## تاریخچه
اولین (یا یکی از اولین) سرشماری های باستانی تاریخ حکمرانی نظام مند در جهان در ابتدای دوران هخامنشی (تا زمان داریوش یکم) انجام پذیرفت. این سرشماری که با اهداف برنامه ریزی مالیه، نظامی و مالیات ستانی بود گستره ای شامل بخش هایی از 3 قاره آسیا، آفریقا و اروپا را شامل میشد. مقدار جمعیت، ثروت شهرها و استان ها، تعیین دقیق مقدار مزارع و منافع هر ناحیه و دیگر موارد موثر در تعیین مالیه حکومت و دولت و برنامه ریزی مالی و نظامی را شامل میشد.
نخستین آمارگیری در تاریخ معاصر ایران در زمان ناصرالدین شاه و در سال ۱۲۲۹ شمسی (حدود ۱۸۵۱ میلادی) انجام گرفت که در آن جمعت، تعداد منازل و ساختمان‌های شهر تهران مورد شمارش قرار گرفت.
در سال ۱۲۳۶ خورشیدی (حدود ۱۸۵۸ میلادی) دستورالعمل جامعی پیرامون سرشماری نفوس و منابع مالی و اقتصادی از جانب وزرای وقت به حاکمان ولایت‌ها صادر شد تا تعداد جمعیت خانوارها و مسکن و نیز میزان دارایی مردم در کلیهٔ روستاها و شهرهای کشور تعیین شود. به دلیل مشکلات فنی موجود این دستور بلاتکلیف ماند تا آنکه میرزا عبدالغفار نجم‌الدوله، آموزگار ریاضیات در مدرسهٔ دارالفنون با بهره از شیوه‌های نوین، سرشماری از جمعیت شهر تهران را انجام داد. بر اساس این سرشماری جمعیت تهران در سال ۱۲۴۷ خورشیدی (حدود ۱۸۶۹ میلادی) ۱۵۵ هزار و ۷۳۶ نفر بوده است.
بار دیگر در سال ۱۲۶۲ خورشیدی سرشماری جمعیت تهران تحت مسئولیت میرزا سید شفیع امیرلشگر صورت پذیرفت، که در آن شهر تهران به پنج محلهٔ ارگ، سنگلج، عودلاجان، چال میدان و بازار تقسیم گردید. افزون بر این، در چهارمین سال پادشاهی مظفرالدین شاه قاجار و در سال ۱۲۷۸ خورشیدی آماری از بناهای شهر تهران تهیه شد. تهیه‌کنندهٔ این آمار درویش حسن اخضر علیشاه بود.
در سال ۱۲۹۷ خورشیدی اداره ثبت احوال کشور تاسیس گشت که با ثبت اطلاعات مرتبط با زایش، درگذشت، ازدواج و طلاق، دیگر نیاز به اطلاعات مربوط به جمعیت کشور بیش از پیش احساس می‌شد، تا اینکه در سال ۱۳۰۳ خورشیدی ضمن تصویب آیین‌نامه‌ای، مسئولیت گردآوری و مرکزیت‌بخشی به آمارهای مورد نیاز بر عهدهٔ وزارت کشور گذارده شد. ایجاد تشکیلات جدید بلدیه در سال ۱۳۰۱ خورشیدی زمینه‌ساز آن شد که سرشماری دیگری در تهران انجام پذیرد. بر پایهٔ آن سرشماری، جمعیت تهران در آن سال، بیش از ۲۱۰ هزار نفر تعیین شد.
به طور کلی در این دوره‌ها، چندین مرتبه هم دولت و هم شهرداری‌ها برای تأمین احتیاجات عمومی، مخصوصاً خواربار اقدام به سرشماری کردند ولی چندان موفقیت‌آمیز نبود چراکه که مردم از اظهار حقیقت خودداری می‌کردند. در سال ۱۳۰۷ خورشیدی با تصویب «قانون سجل احوال» دولت موظف شد هر ده سال یک بار سرشماری کند اما نخستین سرشماری رسمی در سال ۱۳۱۸ خورشیدی انجام گرفت.
دولت برای اجرای قانون سرشماری که در دهم خرداد ۱۳۱۸ خورشیدی به تصویب مجلس شورای ملی رسید، ابتدا در اول تیر آن سال سرشماری را به صورت آزمایشی در شهر کاشان اجرا کرد. روز اجرای سرشماری تعطیل همگانی شد و جز مأموران سرشماری، همهٔ مردم ملزم شدند در خانه بمانند. مأموران سرشماری از میان کارمندان دولت و شهرداری‌ها، کدخدایان، معلمان و استادان دانشگاه‌ها، دانش آموزان و دانشجویان برگزیده شدند.

## سرشماری‌های عمومی نفوس و مسکن
نخستین «سرشماری عمومی نفوس و مسکن» به صورت علمی را مرکز آمار ایران در سال ۱۳۳۵ انجام داد. پس از تأسیس مرکز آمار ایران در سال ۱۳۴۴، قانون این نهاد را موظف کرد که هر ده سال یک بار سرشماری عمومی نفوس و مسکن را اجرا کند. به دنبال تصویب این قانون، مرکز آمار ایران از سال ۱۳۴۵ تا ۱۳۸۵ هر ده سال یک بار سرشماری عمومی نفوس و مسکن را اجرا کرد. پس از سرشماری ۱۳۸۵، بنا به پاره‌ای ضروریات و بر اساس مصوبه هیئت وزیران فاصله زمانی سرشماری به پنج سال کاهش یافت.

#### فهرست سرشماری‌های پیشین
- سرشماری عمومی نفوس و مسکن (۱۳۳۵)
- سرشماری عمومی نفوس و مسکن (۱۳۴۵)
- سرشماری عمومی نفوس و مسکن (۱۳۵۵)
- سرشماری عمومی نفوس و مسکن (۱۳۶۵)
- سرشماری عمومی نفوس و مسکن (۱۳۷۵)
- سرشماری عمومی نفوس و مسکن (۱۳۸۵)
- سرشماری عمومی نفوس و مسکن (۱۳۹۰)
- سرشماری عمومی نفوس و مسکن (۱۳۹۵)

#### فهرست سرشماری‌های آینده
- سرشماری عمومی نفوس و مسکن ثبتی مبنا ۱۴۰۵ - اولین سرشماری که قرار است به روش ثبتی مبنا گرفته شود.[۹][۱۰][۱۱]

## تغییر فاصله بین سرشماری‌ها به ۵ سال
روند تغییر و تحولاتی مانند تولد، ازدواج، فوت، طلاق، ساخت و ساز، دانش‌آموختگی، تقسیمات کشوری، مهاجرت مردم بین روستاها و شهرها و استان‌ها سرعت بالایی دارد؛ بنابراین سرشماری ۵ ساله می‌تواند به آمار و ارقام واقعی نزدیک‌تر باشد و شاخص‌های واقعی‌تری در اختیار تصمیم گیران جامعه قرار دهد. در بسیاری از کشورها مانند استرالیا، ژاپن، کانادا، کره جنوبی و نیوزیلند سرشماری‌ها ۵ ساله انجام می‌شود و در ایران هم از سال ۱۳۸۶ مقرر شد که سرشماری‌ها ۵ ساله انجام شوند.
در سال ۱۳۹۹، هیئت وزیران دولت حسن روحانی مصوبهٔ قبلی هیئت وزیران دولت محمود احمدی‌نژاد در سال ۱۳۸۶ مبنی بر انجام سرشماری‌ها با بازهٔ ۵ ساله را لغو کرد. به این ترتیب در سال ۱۴۰۰ سرشماری صورت نگرفت و فاصلهٔ زمانی بین آخرین سرشماری (۱۳۹۵) تا سرشماری بعدی (۱۴۰۵) مدت ۱۰ سال خواهد بود. به نقل از سازمان برنامه و بودجه کشور، مرکز آمار ایران بر اساس مصوبه هیئت وزیران موظف شده‌است اولین سرشماری عمومی نفوس و مسکن به روش ثبتی‌مبنا را در سال ۱۴۰۵ اجرا کند.

## نتایج کلی سرشماری ایران
جمعیّت ایران و رشد متوسط آن در طی دهه‌های ۱۳۳۵ تا ۱۳۹۵:
| ردیف | سال  | جمعیت کل ایران | رشد جمعیت |
| ---- | ---- | -------------- | --------- |
| ۱    | ۱۳۳۵ | ۱۸٬۹۵۴٬۷۰۴     | -         |
| ۲    | ۱۳۴۵ | ۲۵٬۷۸۸٬۷۲۲     | ۱۳٫۳      |
| ۳    | ۱۳۵۵ | ۳۳٬۷۰۸٬۷۴۴     | ۲٫۷۱      |
| ۴    | ۱۳۶۵ | ۴۹٬۴۴۵٬۰۱۰     | ۳٫۹۱      |
| ۲–۴  | ۱۳۷۰ | ۵۵٬۸۳۷٬۱۶۳     | ۲٫۴۶      |
| ۵    | ۱۳۷۵ | ۶۰٬۰۵۵٬۴۸۸     | ۱٫۴۷      |
| ۶    | ۱۳۸۵ | ۷۰٬۴۷۲٬۸۴۶     | ۱٫۶۱      |
| ۷    | ۱۳۹۰ | ۷۵٬۱۴۹٬۶۶۹     | ۱٫۲۹      |
| ۸    | ۱۳۹۵ | ۷۹٬۹۲۶٬۲۷۰     | ۱٫۲۴      |